# Litavka
Litavka je rijeka u Češkoj, pritoka rijeke Berounke. Izvire u brežuljkastom lancu Brdy na 765 metara nadmorske visine i teče 54,9 kilometra kroz Središnju Češku do grada Berouna, gdje se ulijeva u rijeku Berounku. Ukupna površina porječja iznosi 629,03 km2.
Rijeka prolazi kroz mjesta Příbram, Trhové Dušníky, Čenkov, Jince, Libomyšl, Chodouň i Králův Dvůr.

## Vanjske poveznice
- (češ.) Statistički podatci i informacije na stranicama Češkog hidrološkog instituta  Arhivirana inačica izvorne stranice od 17. kolovoza 2010. (Wayback Machine)
- (češ.) Trenutni vodostaj rijeke